# Derkovits Gyula képzőművészeti ösztöndíj
A Derkovits Gyula festő és grafikus tiszteletére elnevezett Derkovits Gyula képzőművészeti ösztöndíj (röviden: Derkovits ösztöndíj vagy Derkó).
Az ösztöndíj egy éven át fiatal, harmincöt év alatti művészeknek havi meghatározott összeget nyújt a pályakezdés, szakmai fejlődés, előmenetel segítésére. Az ösztöndíj összege 2019 és 2022 között bruttó kétszázezer forint volt. Az ösztöndíjat egy fiatal művész legfeljebb három alkalommal kaphatja meg, illetve évente rendeznek a Derkovits-ösztöndíjasok alkotásaiból kiállítást. Az ösztöndíj és a művek kiállításának lehetősége sok, ma már híres művészt indított el pályáján.
Az ösztöndíjra pályázhat minden olyan fiatal képzőművész (festő-, grafikus-, szobrász- és média művész), aki már igazolhatóan önálló művészi tevékenységet tud felmutatni.
2022-ig 26 fiatal művész részült ösztöndíjban, 2024-ben ezt a számot lecsökkentették 22 főre.

## A Derkovits Gyula képzőművészeti ösztöndíj alapítása és működése a szocializmusban
1945 után, a kommunizmus térhódításával, szovjet mintára létrejött a Magyar Népköztársaság Művészeti Alapja. A Művészeti Alap munkáltatója volt minden magyar alkotóművésznek, és a rendszer közveszélyes munkakerülőnek tekintett minden olyan művészt, aki nem volt tagja az Alapnak. A művészek részesültek a rendszer előnyeiből is, hiszen az létbiztonságot nyújthatott számukra, ugyanakkor elvette tőlük az alkotás szabadságát.
Az állami ösztöndíjat először 1955-ben hirdették meg, hogy anyagi forrást teremtsen a munka- és pénzhiányban élő művészeknek. Az ösztöndíjat kezdettől fogva azok a harmincötödik életévüket még be nem töltött Magyarországon élő és alkotó képző- és iparművészek kaphatják meg, akik a főiskola – mára már egyetem – elvégzése után önálló művészeti tevékenységet folytatnak. Azoknak nyújt támogatást, akik a felsőoktatás rendszeréből már kikerültek, de még nem teremthettek maguknak egzisztenciát.
Az első harminc évben a pályázóknak egyéb, főként politikai jellegű kritériumoknak is meg kellett felelniük, a zsűri vizsgálta az alkotói célkitűzés szocialista tartalmát és a művész magatartását is. Az ösztöndíj nyerteseinek szocialista közösségben kellett üzemi alkotómunkát végezniük, nem adhattak el műalkotást, nem vállalhattak köztéri megbízásokat. A kultúrpolitikai befolyásoltsága a nyolcvanas évekre szűnt meg.

## A Derkovits Gyula képzőművészeti ösztöndíj szervezeti háttere a rendszerváltástól 2022-ig
A rendszerváltás után, 1992-ben létrejött – a Művészeti Alap vagyona egyben tartásának érdekében – a Magyar Alkotóművészeti Alapítvány, amely 1994-től közalapítványként működött tovább.  A kormány 2011-ben döntött a Közalapítvány megszüntetéséről, és arról hogy csaknem 7 milliárd forint értékű ingatlanvagyona egy új szolgáltató szervezet, a MANK tulajdonába kerüljön. A 2011-ben létrehozott 100%-os állami tulajdonban lévő MANK-nak deklaráltan az volt a feladata, hogy az alkotóművészeteknek és az alkotóművészeknek szolgáltasson. A MANK felett a tulajdonosi jogokat, így a felügyeletet is az Emberi Erőforrások Minisztériuma (EMMI) gyakorolta.
2012-ben nem osztottak ki Derkovits ösztöndíjat.

## A Derkovits Gyula képzőművészeti ösztöndíj szervezeti háttere a Petőfi Kulturális Ügynökség időszakában
2022-ben jelentették be, hogy a Magyar Alkotóművészeti Közhasznú Nonprofit Kft. MANK a Petőfi Kulturális Ügynökség Nonprofit Kft.-be olvad be.
2023-ban, év elején, nem került meghirdetésre a Derkovits Gyula képzőművészeti ösztöndíj pályázata, ahogy egyik korábban MANK által kezelt ösztöndíj pályázat sem. 2024-ben az ösztöndíj újra meghirdetésre és kiosztásra került. A pályázatokat a Petőfi Kulturális Ügynökség Nonprofit Zrt. a Magyar Kultúráért Alapítvány megbízásából hirdette meg.

## A Derkovits Gyula képzőművészeti ösztöndíj kuratóriuma (2012 és 2019 között)
2012 és 2022 között a MANK Magyar Alkotóművészeti Közhasznú Nonprofit Kft. bonyolította az ösztöndíjak kezelését, és egy tízfős, az Emberi Erőforrások Minisztériuma által megbízott kuratórium bírálta el a pályázatokat. A MANK 2011-es megalakulása óta számtalan feladatot végzett el,
2013. és 2019. között (változó felállásban) az alábbi megbízott kuratóriumi tagok dönthettek az ösztöndíjak odaítéléséről:
- Bán András művészettörténész
- Baráz Tamás szobrászművész
- Dréher János Munkácsy-díjas festőművész
- dr. Geskó Judit művészettörténész
- Készman József művészettörténész, kurátor
- Konkoly Gyula festőművész
- Dr. habil Lengyel Péter szobrászművész
- Dr. habil, DLA Maurer Dóra Kossuth-díjas grafikus- és festőművész
- Somorjai Kiss Tibor grafikusművész
- Dr. habil, DLA Sugár János intermédiaművész, egyetemi tanár
- Szabó Ádám Munkácsy-díjas szobrászművész
- Szegedy-Maszák Zoltán képzőművész
- dr. Szepes Lászlóné művészettörténész
- Szombathy Bálint képzőművész
- Szurcsik József Munkácsy-díjas grafikusművész, az MMA levelező, majd rendes tagja 2013-tól[7]
- Kovách Gergely szobrászművész
- Szirtes János képzőművész, egyetemi tanár
- A Fiatal Képzőművészek Stúdiója Egyesülete képviseletében a mindenkori elnök (részt vettek ebben az időszakban: Karas Dávid, Lődi Virág, Zsikla Mónika)

## A Derkovits Gyula képzőművészeti ösztöndíj kuratóriuma (2020-2022 között)
2020-tól nem ismert okok miatt a kuratóriumi tagok személyét nem közölték a pályázat meghirdetésekor, amely vitákra adott okot.
2020-2022 között a kuratóriumi tagok nem titkos névsora:
- Aknay János
- Gaál József
- Lipp Mónika Mária
- Kovách Gergő
- Barabás Zsófia
- Barabás Márton
- Hérics Nándor
- Szepes Hédi
- Elekes Károly
- FKSE

## A Derkovits Gyula képzőművészeti ösztöndíj kuratóriuma (2024-ben)
Derkovits Gyula képzőművészeti ösztöndíj kollégiumának tagjai 2024-ben:
- Horváth Dániel
- Elekes Károly
- Szirtes János
- Kovách Gergely
- Jeneses Ádám (az FKSE képviseletében)
- dr. Szepes László Sándorné
- Sipos Tünde

## A Derkovits Gyula képzőművészeti ösztöndíj pályázati kiállításai
- 2018: Derkó2018, Műcsarnok, Budapest, Kurátorok: Bán András és Fazakas Réka

## A Derkovits Gyula képzőművészeti ösztöndíj beszámoló kiállításai
- 2019: Derkó'19, m1 Galéria, Pécs, Kurátor: Don Tamás Archiválva 2023. július 23-i dátummal a Wayback Machine-ben
- 2021: Derkó’21, Aba-Novák Agora Kulturális Központ, Szolnok

## Derkovits-ösztöndíjas művészek a rendszerváltásig (1955-1989)
A nem teljes betűrendes névsorban azok az évszám(ok) szerepel(nek), amikor részesültek az ösztöndíjban.
- Ádám Zoltán (1986)
- Ágotha Margit (1966–1969)
- Angyalföldi-Szabó Zoltán (1960)
- B. Szabó Edit (1971-1974)
- Bakay Erzsébet (1955–1958)
- Bakos Ildikó (1973–1976)
- Balás Eszter (1976–1979)
- Balogh István (1955–1957)
- Bálványos Huba (1968–1971)
- Banga Ferenc (1974)
- Barabás Márton (1978–1981)
- Bartl József (1964–1967)
- Benedek György (1964–1967)
- Bér Rudolf (1956–1959)
- Berényi Ferenc (1961–1964)
- Bikácsi Daniela (1971–1974)
- Birkás István (1972–1975)
- Blaski János (1959–1962)
- Bozsik István (1964–?)
- Böröcz András (1983–1986)
- Bráda Tibor (1969–1971)
- Buhály József (1980–1983)
- Bujdosó Ernő (1974–1977)
- Bukta Imre (1982–1985)
- Bullás József (1986–1989)
- Butak András (1983–1986)
- Csemniczky Zoltán (1988)
- Csernus Tibor (1953)
- Csikai Mária (1967–1970)
- Csík István (1961–1963)
- Czinder Antal (1965–1968)
- Darvas Árpád (1958)
- Dienes Gábor (1975–1978)
- Duschanek János (1976)
- El Kazovszkij (1980–1983)
- Eskulits Tamás (1977–1980)
- Fabók Gyula (1966–1969)
- Fehér László (1978–1981)
- Feledy Gyula (1955–1958)
- Filep Sándor (1985–1987)
- Fillenz István (1986–1989)
- Földi Péter (1978)
- Fülöp Ilona (1978–1981)
- Gaál József (1987–1989)
- Gábor Áron (1983–1986)
- Gábor Éva Mária (1984–1987)
- Gacs Gábor (1966)
- Gáti Gábor (1972–1975)
- Györfi Sándor (1978–1981)
- Hajdú László (1966–1969)
- Hantos Károly (1986–1989)
- Hock Ferenc (1959–1962)
- Hübner Aranka (1957)
- Janzer Frigyes (1967–1970)
- Jovián György (1983–1985)
- Kádár János Miklós (1968–1971)
- Kalló Viktor (1958)
- Kalmár István (1983–1985)
- Kalmár János (1983–1986)
- Károlyi Zsigmond (1986–1988)
- Kárpáti Tamás (1977–1979)
- Kass János (1956–1959)
- Katona Zsuzsa (1981–1984)
- Kéri Imre (1973–1976)
- Kicsiny Balázs (1988)
- Kiss György (1972–1975)
- Kiss Zoltán László (1976–1979)
- Klimó Károly (1964–1967)
- Kocsis Imre (1967–1970)
- Kondor Béla (1959)
- Konfár Gyula (1960–1963)
- Konok Tamás (1957)
- Kovács Imre (1969–1972)
- Kovács László (1971–1974)
- Kovács Péter (1971–1974)
- Kőnig Frigyes (1983–1985)
- Körösényi Tamás (1980–1982)
- Kudász Emese (1967–1970)
- Lábass Endre (1985–1988)
- Lacza Márta (1980–1983)
- Lapis András (1976–1979)
- Ligeti Erika (1964–1967)
- Lóránt János (1968)
- Lóránt Zsuzsa (1975)
- Maracskó Gabriella (1982–1985)
- Marosits István (1973–1976)
- Mazzag István (1985)
- Merényi Margit Valéria (1981-1983)
- Mészáros Dezső (1956)
- Meszes-Tóth Gyula (1964–1967)
- Meszlényi János (1966–1969)
- Mihály Gábor (1975–1979)
- M. Novák András (1970–1973)
- Molnár Gabriella (1965–1968)
- Molnár László József (1984–1987)
- Nagy Gábor (1975–1978)
- Olajos György (1985–1988)
- Orosz János (1959–1961)
- Paál István (1969–1972)
- Pál Mihály (1965–1968)
- Palotás József (1981–1984)
- Patay László (1957–1960)
- Paulikovics Iván (1980–1983)
- Pető János (1968–1970)
- Püspöky István (1978)
- Rényi Krisztina (1984–1987)
- Révész László (1984–1987)
- Ridovics László (1956–1959)
- Romvári János (1981–1984)
- Roskó Gábor (1985–1988)
- Sáros András Miklós (1975–1978)
- Sass Valéria (1985–1988)
- Somos Miklós (1959–1962)
- Stefanovits Péter (1979–1982)
- Sulyok Gabriella (1973–1976)
- Sváby Lajos (1963–1966)
- Szabados Árpád (1970)
- Szabados János (1967–1970)
- Szabó Béla (1966–1969)
- Szabó Erzsébet (1956)
- Szabó Gábor (1971–1974)
- Szabó Tamás (1986–1988)
- Szabó Zoltán (1960)
- Szalay Ferenc (1958–1961)
- Szanyi Péter (1982–1984)
- Szemethy Imre (1972–1975)
- Szentgyörgyi József (1969–1972)
- Szikora Tamás (1977–1980)
- Szirtes János (1984–1987)
- Szkok Iván (1971–1974)
- Szunyoghy András (1974–1977)
- Tassy Béla (1974)
- Tenk László (1969–1972)
- Tornay Endre András (1983–1986)
- Tóth Imre (1962–1963)
- Tölg-Molnár Zoltán (1972–1975)
- Trombitás Tamás (1982–1984)
- Udvardi Erzsébet (1960–1963)
- Urbán György (1964–1967)
- Vagyóczky Károly (1967–1970)
- Váli Dezső (1977–1980)
- Várady Róbert (1982–1985)
- Váró Márton (1972–1975)
- Végh András (1970–1973)
- Vilhelm Károly (1975–1979)
- Vojnich Erzsébet (1982–1985)
- Wagner János (1968–1971)
- Záborszky Gábor (1977–1980)
- Zrínyifalvi Gábor (1980)
- Zsakó István (1982–1985)

## Derkovits-ösztöndíjas művészek a rendszerváltás után (1989-2011)
A nem teljes betűrendes névsorban azok az évszám(ok) szerepel(nek), amikor részesültek az ösztöndíjban. A korszakos besorolás a végső ösztöndíjas év szerint történik ebben az esetben, így előfordulhatnak átfedések az előző időszakhoz.
- Albert Ádám (2009–2011)
- Baksai József (1990–1993)
- Beöthy Balázs (1990–1993)
- Bernát András (1987–1990)
- Chesslay György (1987–1990)
- Chilf Mária (1996–1999)
- Csákány István (2009-2011)
- Csontó Lajos (1992–1995)
- Csörgő Attila (1994–1997)
- Czene Márta (2009-2011)
- Deli Ágnes (1995–1998)
- Dénes Ágnes Dóra (2009-2010)
- Eperjesi Ágnes (1999)
- Erdélyi Gábor (1996)
- Esterházy Marcell képzőművész (2009-2011)
- Fa Marianna grafikusművész (2009-2010)
- Fodor János képzőművész (2009-2011)
- Földi Gergely festőművész (2010)
- Fülöp Gábor (2008)
- Gaál Tamás (1988–1991)
- Gábor Imre (1989-1991)
- Gallusz Gyöngyi (1995–1998)
- Gerhes Gábor (1992–1995)
- Germán Fatime (2010)
- Hatházi László András képzőművész (2009-2011)
- Hetesi Attila (2002–2004)
- Horváth Roland képzőművész (2009-2011)
- Imre Mariann (1995)
- Iski Kocsis Tibor (2004-2007)
- Július Gyula (1989–1991)
- Karmó Zoltán (1990–1992)
- Kentaur (Erkel László) (1989)
- Khoór Lilla képzőművész (2009-2011)
- Komoróczky Tamás (1995–1998)
- Kopasz Tamás (1987–1990)
- [[Koralevics Rita] képzőművész (2009-2011)
- Koronczi Endre (1992–1995)
- Kótai Tamás (1989–1992)
- Köves Éva (1989–1992)
- Kungl György (1990–1993)
- Lakner Antal (1999)
- Lengyel András (1986–1989)
- Márkus Péter (1990–1993)
- Mata Attila (1986–1989)
- Nagy Gábor György (1998–2001)
- Nagy Géza (1989–1992)
- Nemes Csaba (1991–1993)
- Németh Ágnes (1993)
- Orbán Attila (1994)
- Palkó Tibor (1988–1991)
- Pál Csaba (1999)
- Pető Hunor (1996)
- Rácmolnár Sándor (1987–1990)
- Sebestyén Zoltán (1988–1991)
- Sipos Eszter festőművész (2009-2011)
- Somorjai Kiss Tibor (1993)
- Soós Tamás (1987-1989)
- Sugár János (1988–1991)
- Szabics Ágnes (1996–1999)
- Szabó Dezső (1996–1999)
- Szegedy-Maszák Zoltán (1999–2002)
- Szotyory László (1991–1994)
- Szurcsik József (1988–1989)
- Szűcs Attila (1993–1996)
- Torma Éva (2000–2002)
- Tóth Angelika festőművész (2011, 2013)
- Várnagy Tibor (1991–1994)
- Várnai Gyula (1989–1992)
- Wechter Ákos (festő) (1993–1996)
- Zsemlye Ildikó (1994–1997)

## Derkovits-ösztöndíjas művészek a MANK időszakában (2013-2022)
A teljes betűrendes névsorban azok az évszám(ok) szerepel(nek), amikor részesültek az ösztöndíjban. A korszakos besorolás a végső ösztöndíjas év szerint történik ebben az esetben, így előfordulhatnak átfedések az előző időszakhoz.
- Ádám Zsófia (2019)
- Ámmer Gergő (2019)
- Antal Balázs (2013–2014)
- Almásy Ivor Ágoston (2020)
- Bánkúti Gergő (2021–2022)
- Békési Ervin (2015–2017)
- Bernáth Dániel (2020–2022)
- Berkes Ádám Csanád (2020)
- Blahó Borbála grafikusművész (2011, 2013–2014)
- Blazsek András (2017–2018)
- Borsos János képzőművész (2011, 2013–2014)
- Bögös Loránd (2017–2019)
- Brutóczki Csaba (2021)
- Donka Péter (2017)
- Ember Sári (2016)
- Éles Lóránt (2020–2022)
- Fabricius Anna (2015–2017)
- Fátyol Viola (2017–2019)
- Felsmann István képzőművész (2014–2015, 2019)
- Fodor Dániel János intermédia-művész (2018–2019)
- Gallov Péter (2015–2017)
- Gergely Réka (2021)
- Gregóczki Réka (2021)
- Gombos Andrea (2015–2017)
- Gosztola Kitti (2019)
- Gúgyela Tamás (2020, 2022)
- Gwizdala Dáriusz (2017–2018)
- Hajas Katinka szobrászművész (2014–2016)
- Hardi Ágnes (2015–2016, 2018)
- Horgas Karina festőművész (2018–2019)
- Horváth Csaba Árpád (2015–2017)
- Izsák Előd (2015)
- Jagicza Patrícia Linda (2020–2022)
- Jakatics-Szabó Veronika (2015)
- Karsai Dániel festőművész (2014–2016)
- Kaliczka Patrícia festőművész (2014, 2016–2017)
- Keller Diána képzőművész (2014–2015)
- Kenesei Zsófia (2021)
- Keresztesi Botond festőművész (2016–2018)
- Kicsiny Martha (2021)
- Kincses Előd Gyulai (2019)
- Kis Judit (2019)
- Kiss Adrian Alexandru (2021–2022)
- Kiss Dániel (2017)
- Kiss Endre festőművész (2010–2011, 2013)
- Kazi Roland (2018)
- Korcsmár Eszter festőművész (2011, 2013–2014)
- Kocsi Olga Piroska médiaművész (2017–2019)
- Kótai-Gulyás Andrea Katalin (2020–2022)
- Kovács „Budha” Tamás képzőművész (2014–2016)
- Kopacz Kund (2018–2020)
- Kotormán Ábel (2018)
- Kristóf Gábor (2015–2017)
- Kútvölgyi-Szabó Áron (2015–2017)
- László Gergely képzőművész (2011, 2013–2014)
- Leitner Levente István (2021)
- Lőrinc Lilla (2015–2017)
- Martin Henrik képzőművész (2014–2016)
- Máriás István aka Horror Pista (2019)
- Melkovics Tamás (2018)
- Molnár Zsolt (2015–2017)
- Mothokgo Ronald (2018)
- Murányi Mózes Márton (2017–2019)
- Németh Marcell szobrászművész (2011, 2013–2014)
- Nagy Csilla (2016–2018)
- Nagy Karolina (2013, 2019–2020)
- Papp Sándor Dávid (2018–2019)
- Paráda Zoltán (2019)
- Pintér Dia festőművész (2014, 2018–2019)
- Pólya Zsombor intermédia-művész (2018–2019)
- Rabóczky Judit Rita szobrászművész (2014)
- Révész Anna (2020–2022)
- Rózsa Luca Sára (2020–2022)
- Rudas Klára (2016)
- Sallay Dániel (2016–2018)
- Schmied Andi (2018)
- Schuller Judit Flóra (2020)
- Sipos Boglárka (2020–2021)
- Soós Katalin festőművész (2010–2011, 2013)
- Süli-Zakar Szabolcs képzőművész (2010–2011, 2013)
- Süveges Rita (2020–2022)
- Szabó Eszter képzőművész (2010–2011, 2013)
- Szabó Éva Eszter intermédia-művész (2010–2011, 2013)
- Szabó Franciska (2020–2022)
- Szabó Menyhért (2020–2022)
- Szabó Ottó (Robotto)  (2017–2019)
- Szalay Péter (2015–2017)
- Szécsényi-Nagy Loránd (2015–2017)
- Szilágyi Péter Antal (2021–2022)
- Sztruhár Zsuzsa (2020)
- Takács Szilvia szobrászművész (2010–2011, 2013)
- Tóth Angelika festőművész (2011, 2013)
- Tóth Balázs Máté (2016–2018)
- Tóth Márton Emil (2019)
- Török Judit (2016)
- Tranker Kata festőművész (2014, 2019–2020)
- Trapp Dominika (2016, 2018–2019)
- Váczi Lilla Éva médiaművész (2019)
- Varju Tóth Balázs médiaművész (2019)
- Varga Ádám (2021–2022)
- Veres Balázs (2016–2018)
- W. Horváth Tibor médiaművész (2018–2020)

## Derkovits-ösztöndíjas művészek a Petőfi Kulturális Ügynökség időszakában (2024)
- Stohl Alíz
- Gallai Judit Ágnes
- Varga Ádám Miklós
- Üveges Mónika
- Almásy Ivor Ágoston
- Korossy-Khayll Levente
- Juhász Nóra Réka
- Zsin Bence
- Kecső Kristóf
- Takács Ádám
- Pap Gábor
- Kovács Zoltán
- Széll Ádám
- Papp Sándor Dávid
- Sipos Boglárka
- Drabik Tamás
- Pálfalusi Attila Viktor
- Enyedi Zsolt István
- Páll Tamás Ádám
- Kádár Emese
- Gresa Márton
- Lázár Kristóf